# Charles David Keeling
Charles David Keeling   (Scranton, 20 d'abril de 1928 - Hamilton, 20 de juny de 2005) fou un científic nord-americà que confirmà la proposició de Svante Arrhenius (1896) sobre la possibilitat de la contribució antropogènica a l'efecte hivernacle i a l'escalfament global. Per fer-ho va mesurar, enregistrar i documentar els nivells de concentració de diòxid de carboni en constant augment, des de l'Observatori de Mauna Loa. La corba de Keeling mesura l'acumulació progressiva de diòxid de carboni, un gas d'efecte hivernacle, a l'atmosfera.

## Biografia
Keeling va néixer a Scranton, Pennsylvania, fill de Ralph Keeling i Grace L Keeling (de soltera Sherberne). El seu pare, banquer d'inversions, va excitar els interessos de l'astronomia en un Charles de 5 anys, mentre que la seva mare va inculcar l'amor per la música de tota la vida. Es va graduar en química a la Universitat d'Illinois el 1948. Charles Keeling va obtenir un doctorat en química a la Northwestern University el 1953 amb Malcolm Dole, un químic de polímers. La majoria dels graduats de Dole anaven directament a la indústria del petroli; Keeling "va tenir problemes per veure el futur d'aquesta manera" i s'havia interessat per la geologia, per a la qual havia adquirit la major part dels estudis de grau durant el seu doctorat. Keeling havia sol·licitat llocs postdoctorals com a químic gairebé exclusivament als departaments de geologia "a l'oest de la divisió continental". Va rebre una oferta d'Harrison Brown, que recentment havia iniciat un departament de geoquímica a l'Institut Tecnològic de Califòrnia. Va ser becari postdoctoral en geoquímica allà fins que es va incorporar a la Institució Scripps d'Oceanografia el 1956, i fou nomenat professor d'oceanografia allí el 1968.
A l'Institut Tecnològic de Califòrnia desenvolupà el primer instrument capaç de mesurar el diòxid de carboni en mostres atmosfèriques amb una precisió constantment fiable. Keeling instaurà una base a Big Sur on va utilitzar el seu nou dispositiu per mesurar el nivell de diòxid de carboni i va descobrir que havia augmentat des del segle XIX.

## Treball en la Institució Scripps, 1958–2005
Keeling treballà a la Institució Scripps d'Oceanografia durant 43 anys al llarg dels quals va publicà molts articles influents. Roger Revelle, el director de la Institució Scripps, amb seu a La Jolla, Califòrnia, va convèncer Keeling perquè continués la seva feina allà. Revelle també va ser un dels fundadors de l'Any Geofísic Internacional (IGY) el 1957–58 i Keeling rebé finançament de l'IGY per establir una base a Mauna Loa a Hawaii, a 3.000 m sobre el nivell del mar.
Keeling va començar a recollir mostres de diòxid de carboni a la base el 1958. El 1960, havia establert que hi havia fortes variacions estacionals en els nivells de diòxid de carboni amb nivells màxims assolits a finals de l'hivern de l'hemisferi nord. Cada any es va produir una reducció del diòxid de carboni durant la primavera i principis d'estiu a mesura que augmentava el creixement de les plantes a l'hemisferi nord ric en terra. El 1961, Keeling va produir dades que mostraven que els nivells de diòxid de carboni estaven augmentant constantment en el que més tard es coneixia com la "Corba de Keeling".
A principis de la dècada de 1960, la National Science Foundation va deixar de donar suport a la seva investigació, anomenant el resultat "rutina". Malgrat aquesta manca d'interès, la Fundació va utilitzar la investigació de Keeling en la seva advertència l'any 1963 d'una quantitat ràpida de gasos que atrapaven la calor. Un informe de 1965 del Comitè Assessor Científic del president Johnson va advertir de manera similar dels perills dels gasos addicionals que atrapaven la calor, que fan que la temperatura de la Terra augmenti.
La recollida de dades iniciada per Keeling i continuada a Mauna Loa és el registre continu més llarg del diòxid de carboni atmosfèric del món i es considera un indicador fiable de la tendència global a la troposfera de nivell mitjà. La investigació de Keeling va demostrar que la concentració atmosfèrica de diòxid de carboni va créixer de 315 parts per milió (ppm) el 1958 a 380 (ppm) el 2005, amb augments correlacionats amb les emissions de combustibles fòssils. També hi ha hagut un augment de la variació estacional de les mostres de finals del segle XX i principis del segle XXI.